# Плесево
Плесево (пол. Plesewo) — село в Польщі, у гміні Ласін Ґрудзьондзького повіту Куявсько-Поморського воєводства.
Населення — 292 особи (2011).
У 1975-1998 роках село належало до Торунського воєводства.

## Демографія
Демографічна структура станом на 31 березня 2011 року:
|          | Загалом | Допрацездатний вік | Працездатний вік | Постпрацездатний вік |
| -------- | ------- | ------------------ | ---------------- | -------------------- |
| Чоловіки | 155     | 48                 | 94               | 13                   |
| Жінки    | 137     | 18                 | 84               | 35                   |
| Разом    | 292     | 66                 | 178              | 48                   |